# Льєзький собор
Льєзький собор святого Павла (фр. Cathédrale Saint-Paul de Liège) — кафедральний собор у бельгійському місті Льєжі, резиденція єпископа Льєзького; яскрава історико-архітектурна пам'ятка міста.

## З історії собору

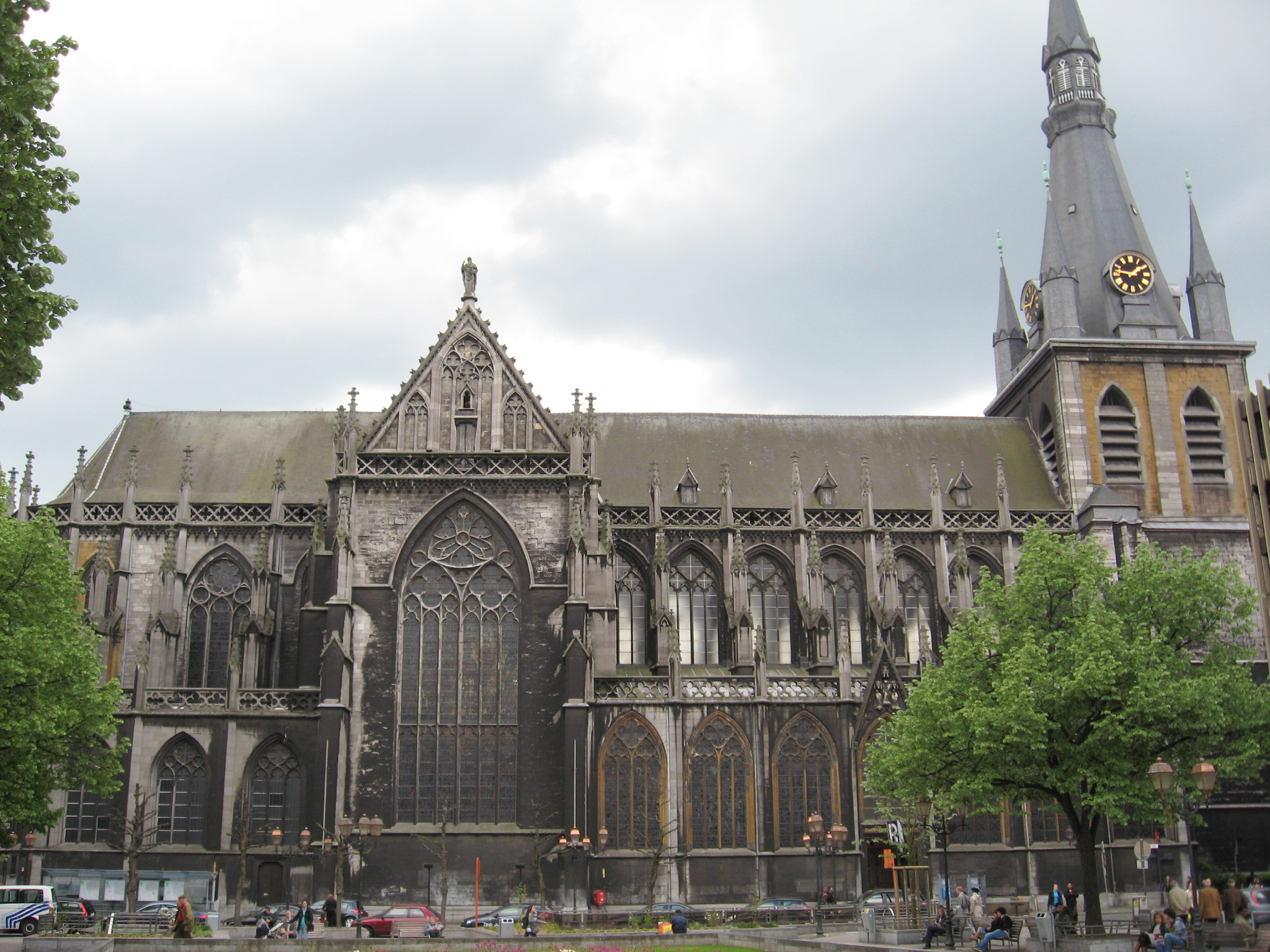
Льєзький собор Святого Павла, травень 2010

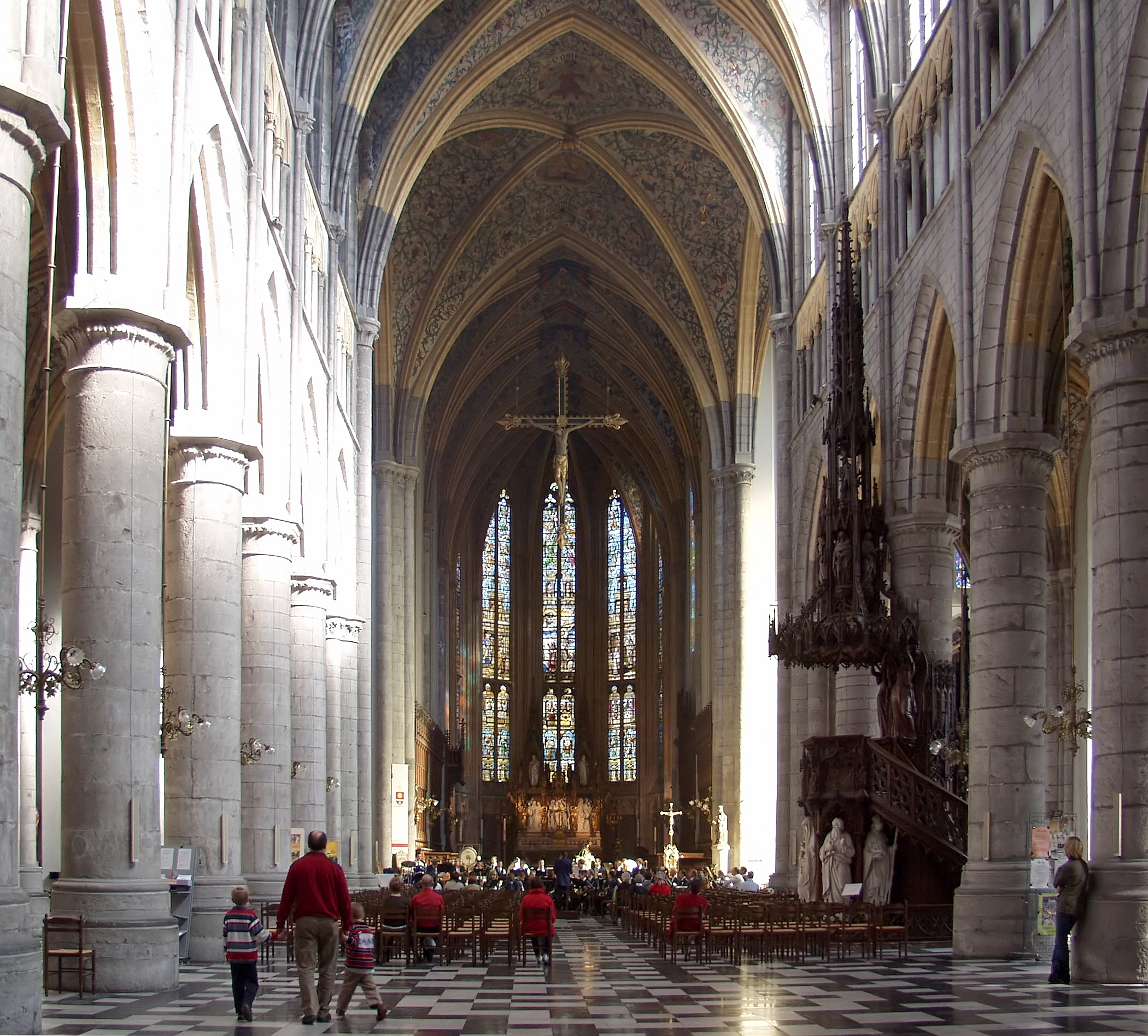
Інтер'єр собору

До 1795 року статус кафедрального собору в Льєжі мав Собор Ламберта Маастрихтського, але його було зруйновано в ході Французької революції. Льєзький собор святого Павла був однією з 7 колегіальних церков міста. 
Статус кафедрального собору церква святого Павла отримала лише з приходом Наполеона на прохання мешканців Льєжа.

## Архітектура
Будівля сучасного кафедрального собору в Льєжі будувалася починаючи з X століття, добудовувалася в XIII—XV століттях та реконструювалася в середині XIX століття. 
Хори, трансепт і головний неф Льєзького собору датуються XIII століттям, апсиди — XIV століття, ці елементи побудовані в стилі «пломеніючої» готики. 
Архітектура пізніших реконструкцій містить риси бароко і класицизму.